# Tekellina guaiba
Espèce
Synonymes
- Tekellina pretiosa Marques & Buckup, 1993

Tekellina guaiba est une espèce d'araignées aranéomorphes de la famille des Synotaxidae.

## Distribution
Cette espèce est endémique du Brésil. Elle se rencontre dans les États du Rio Grande do Sul, de São Paulo, de Bahia et d'Amazonas.

## Description
La femelle holotype mesure 1,25 mm.

## Systématique et taxinomie
Cette espèce a été décrite par Marques et Buckup en 1993.
Tekellina pretiosa a été placée en synonymie par Estol, Valiati, Brescovit et Rodrigues en 2024.

## Étymologie
Son nom d'espèce lui a été donné en référence au lieu de sa découverte, Guaíba.

## Publication originale
- Marques & Buckup, 1993 : « Novas espécies de Tekellina do Brasil (Araneae, Theridiidae). » Iheringia Série Zoologia, no 74, p. 125-132 (texte intégral).